# Microglanis leniceae
Microglanis leniceae es una pequeña especie del género de peces de agua dulce Microglanis, perteneciente a la familia de los seudopimelódidos. Habita en ambientes acuáticos tropicales del centro de Sudamérica.

## Taxonomía
Descripción original
Esta especie fue descrita originalmente en el año 2016 por el ictiólogo Oscar Akio Shibatta.
Localidad tipo
La localidad tipo referida es: “río Betione (en las coordenadas: 20°25′25″S 56°23′57″O / -20.42361, -56.39917) cuenca superior del río Paraguay, municipio de Miranda, estado de Mato Grosso del Sur, Brasil”.
Holotipo
El ejemplar holotipo designado es el catalogado como: ZUFMS 4148; se trata de un espécimen que midió 33 mm de longitud estándar. Fue capturado por H. Gumenes Jr. el 18 de mayo de 2013. Se encuentra depositado en la colección de ictiología de la Universidad Federal de Mato Grosso del Sur (UFMS), localizada en el municipio de Campo Grande.
Etimología
Etimológicamente el término genérico Microglanis se construye con palabras en idioma griego, en donde mikros significa 'pequeño' y glanis identifica a un siluriforme que puede comer el cebo sin tocar el anzuelo.
El epíteto específico leniceae es un sustantivo genitivo que refiere al nombre de pila de la persona a quien fue dedicada, la ictióloga Lenice Souza Shibatta, en agradecimiento por su dedicación al estudio de la evolución y biogeografía de los peces neotropicales.
Relaciones filogenéticas y características
De las restantes especies del género Microglanis, M. leniceae es distinguible gracias a su exclusiva combinación de características: aleta caudal notablemente furcada, con lóbulos terminados en punta; aserrado bifurcado ubicado en el margen anterior (entre el aserrado antrorso y retrorso) de la espina de la aleta pectoral y por presentar la línea lateral relativamente larga, la que sobrepasa la vertical que cruza por el final de la aleta dorsal pero no alcanzando a la aleta adiposa. En cuanto al patrón cromático, destaca especialmente la región dorsal de la cabeza y anterior del cuerpo, de color castaño oscuro, con una pequeña área clara restringida al sector de la narina hasta el ojo, y una faja clara que cruza la parte dorso-posterior de la cabeza y que se extiende entre las bases de ambas aletas pectorales.

## Distribución
Microglanis leniceae es endémica del centro de Brasil, en los estados de Mato Grosso y Mato Grosso del Sur. Su exclusivo hábitat son pequeños arroyos de aguas cálidas de la cuenca del alto río Paraguay (donde es rara), curso fluvial perteneciente a la subcuenca del río Paraná, el que a su vez forma parte de la cuenca del Plata.
En el bajo río Paraguay y en el río Paraná Medio habita otra especie del género Microglanis: M. carlae.
Ecorregionalmente Microglanis leniceae es un endemismo de la ecorregión de agua dulce Paraguay.

## Conservación
El autor recomendó que, según los lineamientos para discernir el estatus de conservación de los taxones, los que fueron estipulados por la organización internacional dedicada a la conservación de los recursos naturales Unión Internacional para la Conservación de la Naturaleza (IUCN), al no poseer mayores peligros y vivir en una extensa área geográfica sin fragmentación, en la obra: Lista Roja de Especies Amenazadas Microglanis leniceae sea clasificada como una especie bajo “preocupación menor” (LC).